# Ruhakészítés 3D nyomtatással

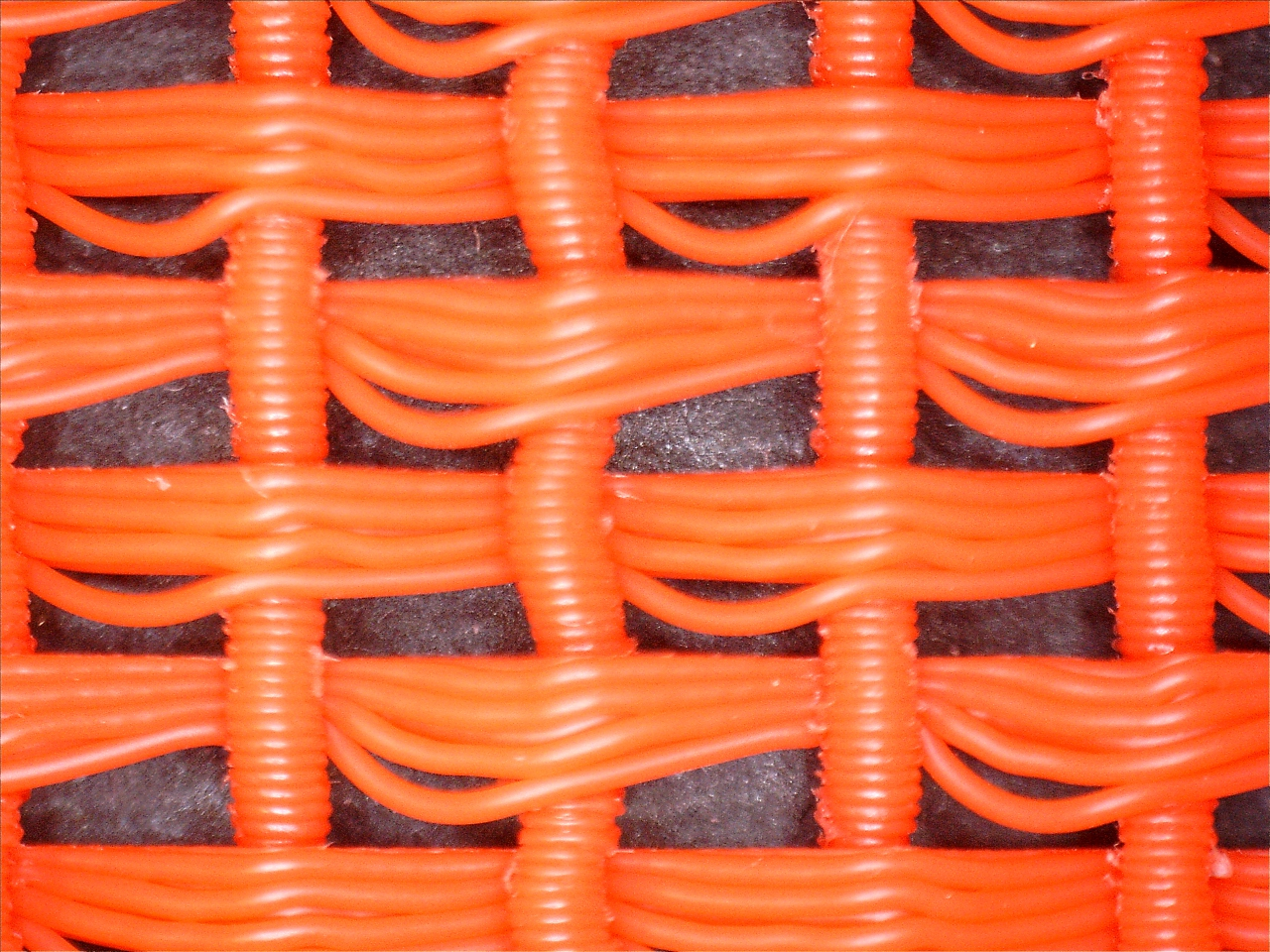
3D nyomtatással készített szövet szerkezete

A ruhakészítés 3D nyomtatással a divatipar egyik, már a 2000-es években felfedezett újdonsága.
A 3D nyomtatás elve, hogy egy számítógépes tervező szoftverrel vagy egy digitalizált modellből háromdimenziós tárgyat lehet készíteni. A digitalizálást háromdimenziós szkennerrel végzik és a szkenner által alkotott képet megfelelő szoftver segítségével sávokra bontják, amit a nyomtatót működtető szoftver értelmezni tud. Az ún. szálhúzásos technológia (fused depsition modelling, FDM) műanyaghuzalt olvaszt meg és visz fel egymásra rakódó rétegekben. A leggyakrabban e célra alkalmazott műanyag a politejsav (PLA) és az akrilnitril-butadién-sztirol (ABS).
A PLA és az ABS műanyagokból készült alkatrészek azonban kemények, ridegek, nem hajlékonyak. A 3D nyomtatás szerencsére lehetővé teszi olyan elemek készítését is, amelyek csuklópánt szerűen kapcsolódnak össze és ezekből hajlékony felületek állíthatók elő. Ez a lehetőség ragadta meg több ruhatervező művész fantáziáját is, akik úgy gondolták, hogy ily módon akár egy ruha is megalkotható.
Egy másik – talán célravezetőbb – lehetőség a hajlékony, poliuretán alapú Filaflex, vagy a PLA bizonyos módosítással hajlékonnyá tett változatának alkalmazása, amelyből már eleve hajlékony szerkezet állítható elő.
A témával foglalkozó divatszakemberek véleménye szerint ennek a technológiának van jövője. A 3D nyomtatási technológiával készült ruhadarabok jellegzetessége a csipkeszerű megjelenés, ami szerkezeti adottságukból következik. Ez kétségtelenül bizonyos korlátot jelent a tervezők számára, amit úgy hidalnak át, hogy az így készült ruhaanyag a külső réteget képezi, alatta valamilyen textilbélés van A jövőben minden bizonnyal a hajlékony műanyagból készült ruhák továbbfejlesztésére számíthatunk.